# Halytj
Halytj, (ukrainska: Галич; polska: Halicz, Halitj ; ryska: Галич, Galitj) är en stad i Ivano-Frankivsk oblast i västra Ukraina. Halytj, som för första gången nämns i ett dokument från år 898 [källa behövs], hade 6 247 invånare år 2016.